# 施拉姆城 (伊利諾伊州)
施拉姆城（英語：Schram City）是位於美國伊利諾伊州蒙哥馬利縣的一個村落。

## 地理
施拉姆城的座標為39°09′45″N 89°27′38″W / 39.16250°N 89.46056°W，而該地最高點為海拔高度185米（即607英尺）。

## 人口
根據2010年美國人口普查的數據，施拉姆城的面積為1.90平方千米，當中陸地面積為1.90平方千米，而水域面積為0.00平方千米。當地共有人口580人，而人口密度為每平方千米305人。